# Aktion Deutsches Königsberg
Die Aktion Deutsches Königsberg (ADK) ist ein laut schleswig-holsteinischem Verfassungsschutzamt „rechtsextremer“, revanchistischer Verein, der 1991 von dem Verleger Dietmar Munier gegründet wurde und die deutsche Wiederbesiedelung des ehemals deutschen Ostpreußens fordert.
Bekannt geworden ist die Organisation durch die umstrittenen Vorträge Manfred Roeders an der Führungsakademie der Bundeswehr in Hamburg. Die Bundeswehr hatte die Lieferung von ausgemusterten Militärfahrzeugen für die ADK zugesagt.
Der verstorbene Hellmut Diwald war Schirmherr der ADK und wird von ihr auch heute noch als solcher genannt.